# Clocks
Clocks – singiel z wydanego w sierpniu 2002 roku, drugiego albumu zespołu Coldplay zatytułowanego A Rush of Blood to the Head. Jest jednym z najbardziej znanych singli brytyjskiej formacji. Podczas azjatyckiej trasy koncertowej, na jednym z koncertów w Tokio gościnnie, razem z Coldplay utwór ten zagrała Alicia Keys, czym wzbudziła ogromny aplauz japońskiej publiczności. Utwór ten otrzymał nagrodę Grammy w 2004 roku w kategorii Nagranie roku. Singiel wykorzystano w filmie animowanym Dżungla.

## Certyfikaty i sprzedaż
| Kraj                     | Certyfikat         | Sprzedaż   |
| ------------------------ | ------------------ | ---------- |
| Australia (ARIA)         | złota płyta        | 35 000+    |
| Dania (IFPI Danmark)     | złota płyta        | 45 000+    |
| Portugalia (AFP)         | platynowa płyta    | 40 000+    |
| Stany Zjednoczone (RIAA) | 2x platynowa płyta | 2 000 000+ |
| Wielka Brytania (BPI)    | platynowa płyta    | 600 000+   |
| Włochy (FIMI)            | platynowa płyta    | 50 000+    |